# Frankenmarkt
Frankenmarkt è un comune austriaco di 3 709 abitanti nel distretto di Vöcklabruck, in Alta Austria; ha lo status di comune mercato (Marktgemeinde).